# Шнирельман, Лев Генрихович
Лев Ге́нрихович Шнирельма́н (2 января 1905, Гомель — 24 сентября 1938, Москва) — советский математик, доктор физико-математических наук (1935), профессор (1929), член-корреспондент АН СССР (1933), заведующий кафедрой теории чисел механико-математического факультета МГУ в 1935—1938 годах.

## Биография
Родился 2 (15) января 1905 года в Гомеле, в семье учителя русского языка и литературы Геноха Хаимовича Шнирельмана. Очень рано проявил выдающиеся способности: рисовал, писал стихи, а в возрасте 12 лет самостоятельно прошёл курс элементарной математики. После смерти Л. Г. Шнирельмана его мать, Елизавета Львовна, показывала Л. А. Люстернику две тетради 12-летнего сына; в тетради со стихами тот пытался осмыслить события Первой мировой войны и начинавшейся революции, а в математической тетради он выводил формулы для решения алгебраических уравнений первых четырёх степеней и пытался доказать невозможность решения в радикалах общего уравнения пятой степени.

### Учёба
В возрасте 15 лет в 1920 году приехал в Москву поступать в Московский университет. Был принят по настоянию профессора Н. Н. Лузина, так как в то время в МГУ принимали только с 16 лет. По воспоминаниям Л. А. Люстерника, Лузину как-то приснился сон, что к нему придёт юноша «с теми же анкетными данными», что и у Шнирельмана, и решит проблему континуума. И когда к Лузину явился юный Шнирельман, он воспринял его как посланца с небес.
Шнирельман рассказывал мне, что Лузин едва не загубил его как математика в самом начале его пребывания в университете. Лузин читал на первом курсе «Высшую алгебру». Хотя это не была его специальность, но он делал это для привлечения к себе студентов. Лузин обратил внимание на Шнирельмана и предложил ему заняться решением континуум-проблемы. При этом он сказал: «Бросьте все лекции, ничему не учитесь и только думайте об этой проблеме». Шнирельман, конечно, ничего не мог придумать по континуум-проблеме, а занятия он прекратил на целый год. При встречах Лузин говорил ему: «Ну, что? Вы думаете? Думайте! Думайте!» Шнирельман не смел сказать, что он не знает, что думать. Занятия в университете он прекратил на целый год и с большим трудом вошёл потом в курс нормального обучения.Л. С. Понтрягин
Во время обучения в университете Шнирельман с особенным интересом слушал лекции Н. Н. Лузина по дескриптивной теории функций, П. С. Урысона по топологии и А. Я. Хинчина по теории чисел. Был членом «Лузитании». Учёбу в университете Шнирельман закончил за 2,5 года. В 1925 году окончил аспирантуру Института математики и механики МГУ.

### Профессиональная деятельность
В 1929—1934 годах Л. Г. Шнирельман работал профессором Донского политехнического института (в настоящее время — Южно-Российский государственный политехнический университет) в Новочеркасске.
1 февраля 1933 года Л. Г. Шнирельман был избран членом-корреспондентом АН СССР по Отделению математических и естественных наук (математика).
Вернувшись в Москву, Шнирельман в 1934—1938 годах работал в отделе теории чисел Математического института АН СССР им. Стеклова и одновременно преподавал в МГУ, будучи профессором мехмата. В 1935 году ему была присвоена учёная степень доктора физико-математических наук. В том же году Л. Г. Шнирельман возглавил только что основанную кафедру теории чисел мехмата МГУ и заведовал ею по 1938 год. Для студентов мехмата он читал курс «Теория чисел».

### Гибель
В 1938 году был арестован НКВД и выпущен через некоторое время. 24 сентября 1938 года в состоянии депрессии покончил жизнь самоубийством, отравившись газом. Существует несколько версий причин его самоубийства.
- Шнирельман сказал своему другу Л. А. Люстернику, что под давлением совершил что-то ужасное[15], что косвенно согласуется с воспоминаниями Е. Б. Дынкина:

Мне Софья Александровна Яновская рассказывала, что он оставил записку: «Я умираю честным перед товарищами и советской властью». Его заставляли доносить. … Софья Александровна мне говорила, что работника НКВД, который его вербовал, расстреляли. Но от этого, конечно, Шнирельман не вернулся к жизни.Е. Б. Дынкин
- Другая версия представлена в воспоминаниях Л. С. Понтрягина:

Шнирельман был незаурядный, талантливый человек с большими странностями. Было в нём что-то неполноценное, какой-то психический сдвиг. Я помню, как трудно было ему уйти от меня из гостей: он останавливался в прихожей и не мог двинуться дальше. Тогда говорили, он не имел никаких успехов у женщин и это сильно угнетало его. Кроме того, с ним произошло большое несчастье в смысле научного творчества. Он сделал выдающееся научное открытие, дав первое приближение к решению теоретико-числовой проблемы Гольдбаха. Этот успех грубо исказил его отношение к математической проблематике. Ему принадлежала следующая формулировка: «Я не хочу заниматься промыванием золота, я хочу находить только самородки». Ясно, однако, что найти самородок можно, только промывая золото и подбираясь к самородку постепенно. Он отказался от этого пути и утратил творческую инициативу. Когда это произошло, он впал в полное уныние и говорил часто мне: «Имеет ли право жить человек, который уже ничего не делает, а в прошлом сделал что-то замечательное?» Я утешал его как мог. Кончилось это трагически: Шнирельман преднамеренно отравился.Л. С. Понтрягин

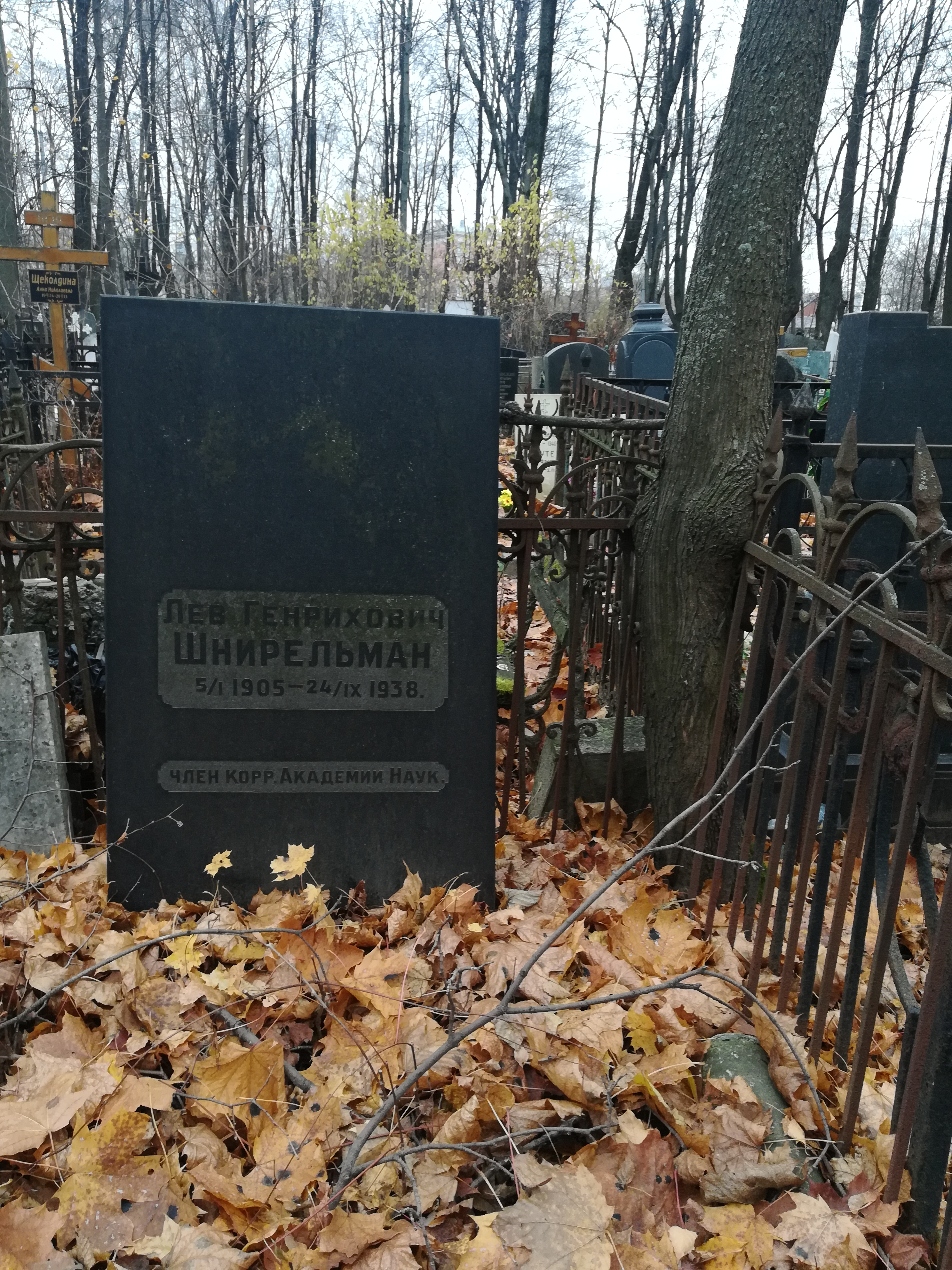
Могила на Введенском кладбище

Похоронен на Введенском кладбище (20 уч.).

## Научная деятельность
Основные научные интересы Л. Г. Шнирельмана относились к областям топологии, вариационного исчисления и теории чисел.
Совместно с Л. А. Люстерником Шнирельман существенно развил топологические методы вариационного исчисления. Как одну из основ таких методов они в 1929 году ввели понятие категории Люстерника — Шнирельмана. В том же году при помощи данных методов, в частности, они решили задачу Пуанкаре о трёх геодезических, доказав теорему Люстерника — Шнирельмана о существовании трёх замкнутых геодезических линий на поверхности рода 0.
Значителен вклад Шнирельмана и в общую топологию. В 1932 году он и Л. С. Понтрягин в совместной работе доказали теорему Понтрягина — Шнирельмана, связывающую размерность компакта с его метрическими свойствами.
В области теории чисел Л. Г. Шнирельман разрабатывал общие метрические методы. Им был также предложен новый метод задач аддитивной теории чисел, основанный на введении понятия плотностей последовательностей натуральных чисел; это позволило Шнирельману, в частности, в 1930 году доказать представимость всякого натурального числа в виде суммы ограниченного числа простых чисел, что обеспечило продвижение в решении проблемы Гольдбаха. В 1933 году, используя тот же метод, он доказал обобщённую теорему Варинга.

## Публикации
- Lusternik L., Schnirelmann L.  Sur un principe topologique en analyse // Comptes Rendus Acad. Sci[англ.]. — 1929a. — Vol. 188. — P. 295—298.
- Lusternik L., Schnirelmann L.  Existence de trois lignes géodésiques fermées sur toute surface de genre 0 // Comptes Rendus Acad. Sci. — 1929b. — Vol. 188. — P. 534—537.
- Lusternik L., Schnirelmann L.  Sur le problèm de trois lignes géodésiques fermées sur la surface de genre 0 // Comptes Rendus Acad. Sci. — 1929c. — Vol. 189. — P. 269—271.
- Шнирельман Л. Г.  Об аддитивных свойствах чисел // Известия Донск. политехн. ин-та. — 1930. — Т. 14, вып. 2—3. — С. 3—28.

- Переиздание: Шнирельман Л. Г.  Об аддитивных свойствах чисел // Успехи математических наук. — 1939. — № 6. — С. 9—25.

- Pontriaguine L., Schnirelmann L.  Sur le problèm de trois lignes géodésiques fermées sur la surface de genre 0 // Ann. of Math. — 1932. — Vol. 33. — P. 152—162.
- Schnirelmann L.  Über additive Eigenschaften von Zahlen // Mathematische Annalen. — 1933. — Bd. 107. — S. 649—690.

- Русский перевод: Шнирельман Л. Г.  Об аддитивных свойствах чисел // Успехи математических наук. — 1940. — № 7. — С. 7—46.

- Люстерник Л. А., Шнирельман Л. Г.  Топологические методы в вариационных задачах и их приложения к дифференциальной геометрии поверхностей // Успехи математических наук. — 1947. — Т. 2, вып. 1 (17). — С. 166—217.